# M107
Pháo tự hành M107 là loại pháo tự hành nòng dài được trang bị cho lục quân Mỹ từ năm 1962.

## Thông số kỹ thuật
Cỡ nòng 175 mm. Khối lượng chiến đấu 28,2 tấn. Dài 11,3 m; rộng 3,14 m, cao 3,87 m. Nòng dài 9,15 m. Sơ tốc đạn 914 m/s, tầm bắn 32,7k m có máy nâng và nạp đạn bằng thiết bị thủy lực, có thể bắn đạn hạt nhân. Công suất động cơ 298 kw (405 cv). Tốc độ chạy lớn nhất 55 km/h. Hành trình dự trữ 730 km. Phần động cơ có thể tháo rời. Biên chế 13 người.
Pháo tự hành M107 chỉ được sản xuất hai loại đạn: Đạn nổ mạnh M437 nặng 66,6 kg với bán kính sát thương hơn 50 mét và đạn hạt nhân 15 kiloton.
Vì đạn pháo có kích cỡ rất lớn, trọng lượng nặng nên số đạn dữ trữ lớn nhất trong xe chỉ có 2 viên. Trong chiến đấu, M107 cần phải xe tải đạn M548 đi kèm.
Việc nạp đạn tiến hành thủ công, để nạp đạn thì nòng pháo buộc phải hạ xuống, sau khi nạp đạn xong nòng pháo lại nâng lên để bắn, nên pháo có tốc độ bắn rất chậm: chỉ 1-2 viên/phút, nhưng tầm bắn rất xa so với các loại pháo cùng thời. Nòng pháo M113 có tuổi thọ khoảng 700-1.200 phát (tùy vào số lượng và liều phóng mỗi phát bắn).

## Hoạt động
Nằm trong trang bị của lục quân Mỹ; Anh; Đức; Hi Lạp; Iran; Ý; Israel; Tây Ban Nha; Thổ Nhĩ Kỳ... Đưa vào Miền Nam Việt Nam năm 1968. Dùng trong chiến tranh vùng vịnh năm 1991.
Mặc dù M107 được quân đội Mỹ kỳ vọng rất nhiều, nhưng thực tế hiệu quả chiến đấu của khẩu pháo này tại chiến trường Việt Nam không cao. Có một số lượng khá lớn pháo tự hành M107 đã bị tiêu diệt. Trong chiến dịch Trị-Thiên tháng 3.1972, toàn bộ Trung đoàn 56 của Sư đoàn 3 Việt Nam Cộng hòa đã ra hàng cùng với 4 khẩu M107 “vua chiến trường” còn vận hành tốt.
Trong chiến dịch Tây Nguyên, Quân đội Nhân dân Việt Nam đã thu được hàng trăm khẩu pháo cùng với hàng vạn viên đạn, trong đó có 12 khẩu pháo tự hành M107 175mm và cho sử dụng lại các khẩu pháo chiến lợi phẩm này. Sau năm 1975, một số lượng nhỏ M107 175mm được tập hợp thành một đơn vị cấp tiểu đoàn chiến lược. Trong cuộc chiến tranh biên giới phía Nam, pháo tự hành M107 đã tham gia vào các trận đánh tiêu diệt Khmer Đỏ ở Cửa khẩu Mộc Bài - Tây Ninh.
Ngày nay, M107 vẫn tiếp tục nằm trong trang bị Binh chủng Pháo binh, Quân đội nhân dân Việt Nam. Để M107 phục vụ được đến ngày nay, Việt Nam đã tiến hành nhiều đợt sửa chữa, thay thế phụ tùng như hệ thống xilanh thủy lực nâng hạ nòng pháo, đại tu các động cơ và thay thế hệ thống nguồn điện trên xe cũng như toàn bộ hệ thống dây dẫn điện trên xe chở đạn. Ngoài ra còn thay thế một số chi tiết nhỏ khác. Nhờ những cải tiến này mà các pháo tự hành M107 luôn đảm bảo sẵn sàng chiến đấu.
Tuy nhiên, nòng pháo chỉ chịu được một số lượng phát bắn nhất định (700 đến 1.200 phát, tùy loại đạn) sẽ bị mòn và không còn đảm bảo độ chính xác. Do vậy, thời gian gần đây, pháo tự hành M107 được Việt Nam bảo quản ở trạng thái niêm cất và chỉ được sử dụng khi có các tình huống cần thiết. Cũng vì vậy nên rất hiếm khi xuất hiện hình ảnh của M107 của Việt Nam trên các phương tiện thông tin đại chúng.

## Các nước sử dụng
- Hoa Kỳ
- Israel
- Đài Loan
- Hàn Quốc
- Nhật Bản
- Quân Giải phóng miền Nam Việt Nam Tịch thu, cai quản do Bộ đội Giải phóng quân xử lý
- Việt Nam